# Taylor Wimpey
Taylor Wimpey est une entreprise de construction immobilière britannique faisant partie de l'indice boursier FTSE 250. Ayant son siège social à Londres, son siège opérationnel est situé à High Wycombe.

## Historique
L'entreprise découle de la fusion des deux anciens concurrents Taylor Woodrow (en) et George Wimpey le 3 juillet 2007.